# Tegza
A Tegza magyar eredetű női név, a tegez (nyilak tartására szolgáló eszköz) szóból alkották.

## Gyakorisága
Az 1990-es években szórványos név, a 2000-es években nem szerepel a 100 leggyakoribb női név között.

## Névnapok
- október 15.[2]